# Гросфанер
Гросфанер (нім. Großfahner) — громада в Німеччині, розташована в землі Тюрингія. Входить до складу району Гота. Складова частина об'єднання громад Фанер-Геге.
Площа — 11,41 км2. Населення становить 822 ос. (станом на 31 грудня 2021).

## Галерея

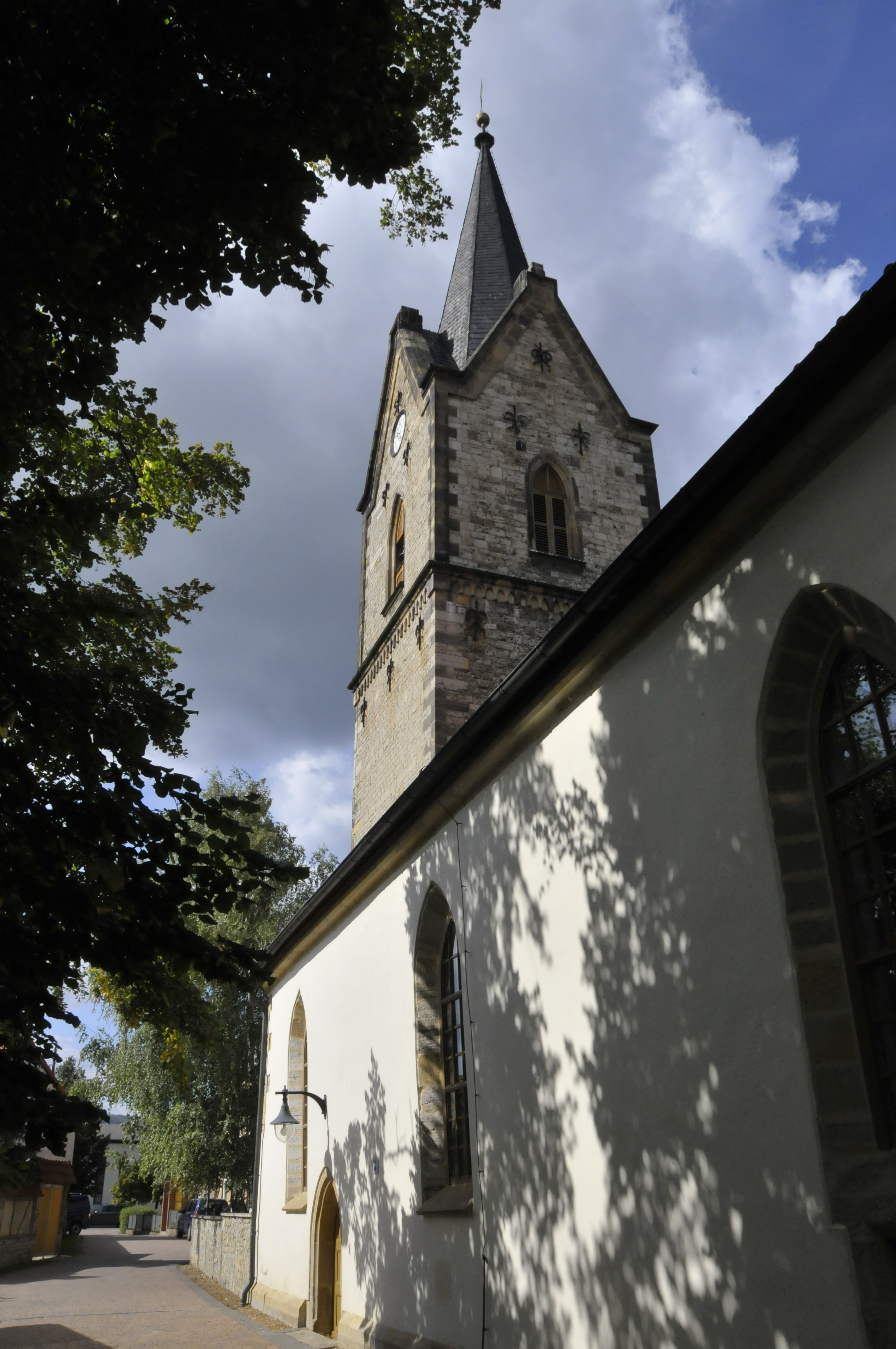